# Kira Ford
Kira Ford  é uma personagem fictícia da franquia Power Rangers, apresentada pela primeira vez em Power Rangers Dino Thunder (2004), sendo retratada por Emma Lahana. Ela foi a primeira de sua equipe a não aceitar ser uma Ranger, mas depois viu que era a coisa certa a fazer. Com a energia de sua Dino Pedra amarela, ela pode soltar um super grito sônico, conhecido como Ptero Grito. Seu único Zord é o Ptero Zord.
Como a Ranger Dino Amarela, suas atrizes de traje na filmagem Super Sentai  em Abaranger eram Yuuki Ono (小野 友紀) e Yuichi Hachisuka (蜂須賀 祐一). Já nas filmagens dos EUA/NZ, suas atrizes de traje eram Motoko Nagino (梛野 素子) , (que também era a dublê de Lahana) e Kazuhiro Yokoyama (横山 和博).

## História

### Dino Thunder
Kira é apresentada ao público pela primeira vez em "Day of the Dino", o primeiro episódio de Dino Thunder, como uma garota que esconde sua linda feminilidade atrás de uma fachada dura e cheia de atitude. No entanto, ela está determinada a provar que é um indivíduo. Ela se veste em seu próprio estilo neo punk, cuidadosamente escolhido. Ela é uma cantora incrível e toca guitarra como a líder de sua própria banda. Kira usa sua sagacidade mordaz para esconder suas verdadeiras emoções, exceto em sua música, que revela sua paixão e sensibilidade. Às vezes ela pode ser insegura, escondida atrás de uma atitude "Eu sou uma pessoa durona e não me importo", mas também tem uma grande capacidade de se importar com os outros.
Ela é inteligente, mas nem sempre se dedica aos trabalhos escolares, exceto na escrita criativa, na qual se destaca. Como musicista, Kira consegue se expressar melhor. Ela não quer nada com as Dino pedras no início, porque é muito estranho para ela, mas quando o Dr. Oliver a recruta como a Ranger Amarela, ela decide deixar de lado seus medos. Ela usa o Ptera grito para parar o mal e pilota o poderoso Pterazord. Kira aprende a ver além dos estereótipos das pessoas e percebe que, apesar de suas falhas, elas podem ser amigas.
Em "Day of the Dino", ao lado de Conner McKnight e Ethan James, Kira se depara com um esconderijo secreto durante uma visita ao museu e encontra as Dino pedras. Kira rejeita a sua, apenas para ser por Mesogog. Kira então escapa do covil de Mesogog, e ele revela seus poderosos Bio Zords e os libera na cidade. Tommy concede ao trio os meios para se tornarem Power Rangers e os envia para domar as criaturas selvagens. Eles têm sucesso e combinam seus Zords no Thundersaurus Megazord para deter o ataque do guerreiro maligno Zeltrax e salvar o dia.
No episódio "Leader of the Whack", um meteoro cai no chão e faz com que quem entrasse em contato com ele mostrasse lados de si mesmos que nunca mostraram, no caso de Kira, ela ficou como uma 'Valley Girl', comprando demais e se preocupando com sua aparência. No entanto, ela foi restaurada ao normal mais tarde.
Kira usou o restante da energia de sua Dino pedra na batalha final contra Mesogog, mantendo seu Ptera Grito, mas perdendo todos os seus outros poderes. Mais tarde, ela se muda para Nova York para tentar conseguir um contrato de gravação. Em 20 anos, ela terá se tornado uma grande sensação da música.

### S.P.D.
Em sua reunião de 1 ano do ensino médio, Kira é trazida ao futuro por Broodwing, como parte de seu plano para derrotar os Rangers e destruir o planeta. Kira juntamente com Conner e Ethan escapam com suas Dino pedra e logo são encurralados por Krybots, apenas para serem salvos pelo Esquadrão B e levados de volta para a Base Delta. Embora Doggie insista que eles permaneçam na base para evitar interromper a linha do tempo, os Dino Rangers decidem fazer o que acham que é certo. Ao receber Dino morfadores reenergizados por Kat, os Dino Rangers se unem ao esquadrão B para expulsar um exército robótico e a criatura Dragoul. Kira descobre que ela foi uma inspiração para Sydney seguir seus passos, e depois disso, os Dino Rangers são devolvidos ao ano de 2005, tendo esquecido todo o incidente devido a Dra. Kat Manx ter apagado suas memórias.
Mais tarde, em "Wormhole", Gruumm decide tomar medidas drásticas para parar os Rangers, viajando através de um buraco de minhoca 21 anos atrás, onde a S.P.D. não existe. Ao perceber o que Gruumm fez, o esquadrão B o persegue até o ano de 2004 e se encontra com Kira e os outors Dino Rangers novamente. Enquanto isso, Gruumm força Zeltrax a se juntar ao seu exército e, finalmente, enfrenta o poder combinado de doze Rangers que estão determinados a salvar o passado, o presente e o futuro. Após derrotarem Zeltrax e Gruumm a memória dos Dino Rangers sobre o evento é apagada por Cruger.

### Operation Overdrive
Em Operation Overdrive, Thrax une todas as quatro facções de vilões que procuram Corona Aurora em uma nova Aliança do Mal. Quando eles dominam os Rangers Overdrive, sua conexão com a Rede de Morfagem é cortada e seus poderes são destruídos. Com as joias ainda precisando de proteção, Sentinel Knight monta uma equipe de Rangers substitutos, formada por equipes anteriores (ou futuras) de Power Rangers. Kira, Adam Park, Tori Hanson, Bridge Carson e Xander Bly são escolhidos como os Retro Rangers. Ela indica que está trabalhando em um novo álbum, enquanto Adam confiça que não esta acostumado com a ideia de que Tommy seja um professor, depois que Kira o mencionou. Não tendo mais poderes de Ranger, os ex-Overdrive Rangers retornam às suas vidas civis. Todos, exceto Mack, que fica sabendo dos planos de Thrax para destruir o Sentinel Knight, procuram o único item capaz de fazer isso, a lendária espada Excelsior. Enquanto isso, seus substitutos, a equipe de Retro Rangers, dirigem-se a Alameda dos Anjos para procurar o único ser capaz de reparar a Rede de Morfagem: Alpha 6. Ambas as equipes de Rangers enfrentaram a Aliança de Thrax em uma batalha final, Kira luta ao lado de Ronny, a Ranger da Overdrive Amarela, contra Miratrix e Kamdor, que eles derrotaram. O Sentinel Knight então apareceu e usou a Sword Excelsior para destruir Thrax, e os Rangers fizeram os outros inimigos fugirem.

### Super Megaforce
Kira voltou com seus companheiros Dino Rangers, enquanto o Dr. Oliver lutou com sua antiga equipe como o Mighty Morphin Power Ranger Verde, como parte do exército de Rangers Lendários que ajudou os Mega Rangers a derrotar a Armada de uma vez por todas, lutando em um enorme batalha contra centenas de X Borgs e dezenas de Bruisers.

### Beast Morphers
Kira foi um dos Rangers que respondeu ao sinal de Jason e voltou ao lado de seus companheiros Dino Rangers como parte do exército de Dino Rangers Lendários, lutando ao lado de Sir Ivan de Zandar e Kimberly Hart, derrotando Snide com Conner e Ethan. Quando Evox convocou seu enorme Chimerazord, sua equipe se juntou para convocar o Thundersaurus Megazord e ajudar em sua derrota. Com Evox fugindo novamente, as equipes partiram, com Kira e o resto de sua equipe feliz por retornar a Reefside.

## Poderes
- Ptera Grito: Devido aos poderes da Dino Pedra Amarela, Kira é capaz de emitir um grito sônico destrutivo de suas cordas vocais que tem poder suficiente para achatar qualquer coisa no caminho de seu grito. Como um ataque baseado em som, ele também tem o efeito adicional de prejudicar a audição do alvo.

## Em outras mídias
- Kira como Yellow Dino Ranger, aparece no videogame Power Rangers Key Scanner, entre várias outras equipes de Rangers.
- Kira, junto com os outros Dino Rangers, está entre todas as equipes de Ranger que aparecem no jogo móvel coreano Power Rangers Dash.
- A Ranger Dino Amarela está entre os Rangers que aparecem em Power Rangers Legacy Wars, ela é uma personagem Épica (Líder), Épica (Assistente), e representa os Dino Rangers ao lado de Trent, Conner e Tommy Oliver.